# Wilhelmus Bolognino
De Zuid-Nederlandse priester en dichter Guilielmus (ook: Willem) Bolognino werd geboren in Antwerpen op 18 maart 1590 als zoon van Paulus Bolognino en de Brabantse Magdalena Olimaerts. De familie Bolognino was van Italiaanse afkomst, – volgens een schepenbrief uit 1540, bewaard in het Antwerpse stadsarchief, uit Bologna – maar had zich zoals wel meer rijke Italiaanse koopmansfamilies uit die tijd in Antwerpen gevestigd. Bolognino studeerde wijsbegeerte aan de universiteit van Leuven. Na zijn studies doceerde hij enkele jaren filosofie aan het college ‘De Valk’ in Leuven en in 1618 werd hij priester in het Waals-Brabantse dorp Nederheylissem, dat in zijn tijd tot het arrondissement Leuven behoorde. In 1621 werd hij aangesteld als kapelaan van de Onze-Lieve-Vrouwkapel in Sint-Lenaerts. Ondertussen rondde hij ook zijn studie theologie aan de Leuvense universiteit af.
Op 15 oktober 1627 werd hij tot priester van de Sint-Joriskerk in Antwerpen benoemd. Zijn anti-calvinistische pamfletten uit 1630 en 1632 ondertekende hij ook met: “Door Heer Guilielmus Bolognino, S.T.L. ende pastoor van de parochie-kerck der H.H.Petri ende Pauli, ende Georgij tot Antwerpen”. Tijdens zijn jaren als parochiepriester hield hij zich ook bezig met de religieuze opvoeding van de katholieke jongeren uit zijn parochie, meer bepaald door het schrijven van religieus geïnspireerde toneelstukken die dan opgevoerd werden door de jongeren van de parochie. Zo schreef hij het toneelstuk De Ghenoechsaemheyt van Godt, ende de onghenoechsaemheyt van de Werelt (1640), dat, zo staat op het titelblad, werd opgevoerd door ‘de ionckheydt van de parochie van S. Ioris tot Antwerpen’. Ook het heiligenspel Dorothea Maeghet ende Marteleresse dat een jaar later verscheen en ook werd opgevoerd door de jongeren van Sint-Joris, is hoogstwaarschijnlijk van de hand van Bolognino.
In 1642 werd Bolognino gepromoveerd tot kanunnik-gradueel van de Antwerpse kathedraal, een ambt dat hij ook in 1657 nog bekleedde zoals te lezen staat in zijn spellingsboekje Ni’uwe noodeliicke ortographie: door den Eerw. Heer Guilielmus Bolognino, S.T.L. Canonic van de Cathedrale Kerck tot Antwerpen”. Later werd hij ook nog kapittelheer. Dit staat vermeld op het titelblad van zijn liedboek Den Gheestelijcken Leeuwercker: “S.T.Lic. Vande Cathed. Kercke”. Vanaf 1650 werd hij eveneens provisor van de Sint-Joriskerk, wat betekende dat hij de goederen moest verdelen die werden aangekocht met de opbrengsten van de jaarrenten.
Op latere leeftijd werd Bolognino nog censor of boekenkeurder. Een censor had als opdracht elk manuscript dat door een katholiek geschreven werd te lezen en te controleren of er niets in stond dat in strijd was met het geloof en de katholieke leer. Pas daarna mocht het gepubliceerd worden. Enkele werken die door hem gecensureerd werden, zijn Gheestelycke Sermoonen van Joannes Taulerus (1646), Bruydegoms Vrede-Kus van de mystica Theresia van Avila, vertaald door Hiëronymus Gratianus (1647) en het liedboek Den groeyenden Lierschen blomhof van Cornelis de Bie (1650). Hij ondertekende de approbaties met “Guil. Bolognino S.Th.Lic.Can. & Lib. Censor Antwerp”
In 1655 werd Bolognino getroffen door een zware geestesziekte. Hij bleef nog verder schrijven en vervulde ook zijn ambt als kanunnik-gradueel nog enkele jaren, maar stierf uiteindelijk volledig krankzinnig geworden op 24 oktober 1669 in zijn geboortestad.

## Werk
- Claer wederlegh des calvinisten gheloove (Antwerpen: Joachim Trognesius, 1630)
- Uit-vaert van het ghereformeert nachtmael (Antwerpen: Jan Cnobbaert, 1632)
- Uit-vaert van de ketterije (Antwerpen: Jacob Mesens, 1638)
- De ghenoechsaemheyt van Godt ende de onghenoechsaemheyt vande werelt speel-wijs verthoont in den H. Laurentius, patriarch van Venetien (Antwerpen: Jacob Mesens, 1640)
- Dorothea Maeghet ende Martelersse (Antwerpen: Jacob Mesens, 1641)[3]
- Den gheestelycken leeuwercker (Antwerpen: wed. Jan Cnobbaert,1645)[4]
- Nieuwe noodelicke ortographie (Antwerpen: Jacob Mesens, 1657)
- Den verholen minnesanck (Antwerpen: Jacob Mesens, 1657)
- Den toets-steen van allen de geloovingen der nieuwghesinde ende van de christelijke gheloovinghe der catholijcke (Antwerpen: Jacob Mesens, 1658)

Zijn meest omvangrijke werk is het contrareformatorische liedboek Den gheestelijcken leeuwercker, een liedboek met 400 bladzijden en 266 liederen, waarvan er 214 voorzien zijn van eenstemmige muzieknotatie. De liederen in het eerste deel van het liedboek, 'Van de verborghentheden Christi ende de H. Maghet MARIA' (p. 1-176) handelen over allerlei aspecten van het leven van Jezus en Maria. Het zijn met name kerstliederen, passieliederen, hemelvaartsliederen, enz. Het tweede deel (p. 177-384) bevat 101 liederen die handelen over allerlei engelen en heiligen. Het derde deel bevat nog 77 liederen die onder andere de christelijke deugden bezingen. Alle liederen zijn contrafacten. De liedteksten zijn dus gecomponeerd op bestaande melodieën uit de Nederlandse, Italiaanse, Latijnse en voornamelijk Franse liederenschat.